# Matilde Cantos Fernández
Matilde Cantos Fernández (Granada, 20 de setembre de 1898 – Fuente Vaqueros, Granada, 24 de novembre de 1987) va ser una política socialista andalusa que va desenvolupar la seva activitat pública fonamentalment en el període de la Segona República Espanyola i durant la seva etapa de l'exili en Mèxic.

## Biografia
Filla única d'una família acomodada, des de molt jove va mostrar la seva inquietud pels problemes socials del seu temps. En els anys 1920 comença a realitzar la seva activitat intel·lectual i cultural a la seva ciutat d'origen, publicant articles d'opinió en el Noticiero Granadino i travant amistat amb figures com Federico García Lorca, Manuel Ángeles Ortiz, Ángel Barrios, Antonio Gallego Burín o Emilio Orozco, entre d'altres.
El 1928 es trasllada a Madrid i s'afilia al PSOE. Amb l'arribada de la Segona República Espanyola es prepara oposicions per a funcionària de Presons i obté la plaça, ingressant en la primera promoció del recentment creat cos de la Secció femenina auxiliar de Presons, en l'època en la qual és directora general de Presons Victoria Kent. Durant la Segona República va desplegar al costat de la seva activitat com a funcionària de Presons una intensa labor propagandística en favor de la llibertat i la democràcia. El 1933 es va integrar en el Comitè Nacional de Dones contra la Guerra i el Feixisme, organització feminista i popular d'inspiració comunista que presidia Dolores Ibárruri La Pasionaria.
Va ampliar la seva formació en l'Institut d'Estudis Penals dirigit per Luis Jiménez de Asúa, a qui va professar una gran consideració i a qui qualificava com el seu mestre. En aquell període participa en moltes de les activitats organitzades per la UGT i el PSOE com a membre del Secretariat Femení. Manté una estreta col·laboració amb Francisco Largo Caballero, Julián Besteiro, Victoria Kent, Indalecio Prieto, Clara Campoamor i Juan Negrín al llarg de la Segona República i la Guerra Civil espanyola. Al maig de 1936 va ser designada compromissària per a l'elecció de Manuel Azaña com a President de la Segona República.
Durant la Guerra Civil, Matilde Cantos va ajudar en l'organització de la intendència en el setge de Madrid i va recórrer el front animant als combatents. Va participar al costat de Rafael Alberti i Miguel Hernández en els mítings que els milicians de la cultura van organitzar a la capital d'Espanya. El 1937 va encapçalar la delegació del PSOE al Congrés Mundial de Dones contra la Guerra i el Feixisme, celebrat en París. Com a membre del Govern republicà va sofrir les vicissituds d'aquest i va haver de traslladar-se a València i després a Barcelona. En aquesta última ciutat va ser nomenada el 1938 Inspectora General de Presons i directora de l'Institut d'Estudis Penals.
Amb la derrota de la Segona República al febrer de 1939 surt cap a l'exili. Va residir en París, Llemotges i Marsella. La invasió de França per l'exèrcit de Hitler li va obligar a embarcar amb destinació a Casablanca i d'aquí a Mèxic a bord del Quanza. Des de 1941 a 1968 va viure a Mèxic, on va exercir com a treballadora social en la Secretaria de Governació. Com a membre de la Unió de Dones Espanyoles va treballar en benefici dels presos polítics que quedaven a Espanya. Al costat d'altres exiliats andalusos va fundar a Ciutat de Mèxic el “Centre Andalús”, així com el “Club Mariana Pineda”, per mitjà del qual les dones recaptaven fons que eren enviats a Espanya per ajudar a les persones represaliades per la dictadura franquista. Va mantenir també una important activitat com a periodista en revistes com a Población o Confidencias, on va escriure sobre temes socials i de dona.
El 1946 va ser expulsada del PSOE amb un grup de 35 dirigents més, encapçalats per Juan Negrín. Molts anys després seria readmesa de nou a la disciplina del Partit, a títol pòstum i amb caràcter general, per resolució del 37 Congrés Federal del PSOE de juliol de 2008. En un acte celebrat a la seu del PSOE en Madrid el 24 d'octubre de 2009 se li va lliurar, al costat d'uns altres, el carnet d'afiliada de mans de Alfonso Guerra (President de la Fundació Pablo Iglesias) i Leire Pajín (Secretària Federal d'Organització del PSOE), que fou recollit en el seu nom per la seva reneboda Rosario Molina Gallegos.
A l'abril de 1968, malgrat el perill que representava per a ella, va decidir tornar a Espanya. Detinguda a l'aeroport de Madrid-Barajas, després del seu trasllat a la Direcció General de Seguretat, va ser posada en llibertat. L'agost de 1969 tornava a Espanya definitivament, residint a la seva Granada natal.
A Granada va mantenir en la clandestinitat una vida política activa, integrant-se en la vida social i cultural de la ciutat. Va treballar en favor de l'arribada de la democràcia a Espanya i l'autonomia per Andalusia. Va morir a Fuente Vaqueros (Granada) el 24 de novembre de 1987, a la residència d'ancians “Los Pastoreros”.
Com a homenatge a la seva memòria, el 2009 s'inaugura a Granada el Centre d'Inserció Social “Matilde Cantos Fernández” d'Institucions Penitenciàries del Ministeri de l'Interior d'Espanya i en aquest mateix any se li dona també el seu nom a un centre infantil a Chauchina, el Centre Infantil “Matilde Cantos”. La seva vida i obra han inspirat la novel·la La renta del dolor de l'escriptor Antonio Lara Ramos.

## Obra
- Cantos Fernández, Matilde: Cartas de doña Nadie a don Nadie. Granada, 1998. Edició a cura d'Antonio Lara Ramos. ISBN 84-930251-0-0.